# جزيرة كاف عمار
جزيرة كاف عمار أو جزيرة شطايبي هي جزيرة جزائرية صغيرة تقع في بلدية شطايبي بولاية عنابة وتطل على خليج شطايبي وعلى المرسى بسكيكدة. تقدر مساحتها حوالي 1.6 هكتارا، وتمتد على طول حوالي 340 مترًا وعرض حوالي 130 مترًا.